# کارلس پلادوای
کارلس پلادوای (انگلیسی: Mingo؛ زادهٔ ۱۰ ژوئن ۱۹۷۷) که مینگو شهرت دارد، بازیکن فوتبال اهل اسپانیا است که در پست دفاع چپ بازی‌ می‌کند.
او که محصول جوانان باشگاه بارسلونا بود، در ۲۷۹ مسابقه سگوندا دیویسیون طی ۱۱ فصل، عمدتاً با خیمناستیک (پنج سال) و بارسلونا B (سه سال) در میدان‌‌های فوتبال ظاهر شد.
وی همچنین در تیم‌های ملی فوتبال زیر ۱۶ سال اسپانیا، زیر ۱۸ سال اسپانیا، زیر ۱۹ سال اسپانیا، زیر ۲۰ سال اسپانیا، و زیر ۲۳ سال اسپانیا بازی کرده‌است.